# Yélamos de Arriba
Yélamos de Arriba (antiguamente Yélamos de Suso) es un municipio y localidad española de la provincia de Guadalajara, en la comunidad autónoma de Castilla-La Mancha. El término tiene una población de 89 habitantes (INE 2024). 

## Toponimia
Antiguamente la localidad era conocida como Yélamos de Suso (suso del latín sursum, arriba)
Si bien no hay constancia ni etimología posible del vocablo "yélamo", algunas fuentes apuntan a que pudiera ser una forma arcaica de "álamo", habida cuenta de la abundancia de estos árboles en toda la zona.[cita requerida]

## Geografía
Se ubica en el valle del arroyo San Andrés, tributario del Tajuña. En el mismo valle se encuentran las localidades de Yélamos de Abajo, Irueste y Romanones (valle abajo) y de San Andrés del Rey (valle arriba). Más allá de San Andrés del Rey se encuentra el municipio de Budia ya con vertiente hacia el Tajo. El valle está excavado por acción de la erosión fluvial en una planicie kárstica, lo que produce, además, que en las paredes se encuentren numerosísimas cuevas naturales, algunas de ellas utilizadas por pastores o agricultores, como refugio o para guardar aperos. En el interior del valle, la característica más notoria es la increíble abundancia de manantiales de agua potable, algunos habilitados como fuente (como la fuente de la plaza, "de la Señora" o "del Sauco"), en los núcleos o las cercanías de los municipios, otros en estado natural (como las fuentes de "Los Povos", "El Tejar", "Arca la Fuente" o "Los Chorros") en los parajes no habitados más agrestes. Esta profusión de acuíferos permite una exuberancia forestal y facilidad para el cultivo de huertas en el valle, que contrasta con el secano de los cultivos de cereales predominantes en la planicie circundante. No obstante, desde mediados de los años 1980 se ha apreciado un importante y progresivo descenso de los niveles acuíferos, siendo más dramático en aquellos manantiales que estaban situados a mayor altitud, en la parte alta de las paredes del valle.
La invasión de su medio y la caza diezmaron ya hace siglos las especies animales de mayor porte (venados, jabalíes, lobos) dejando hoy en día como únicos representantes faunísticos especies menores como conejos, ardillas, codornices, arrendajos o torcaces, además de algunas especies de rapaces como ratoneros o halcones entre otros. Hasta los años 1970 era común encontrar en los arroyos de la zona cangrejos de río y sanguijuelas.
Entre las especies vegetales más abundantes podemos citar los chopos y álamos, saúcos, robles y nogales, entre otros, en el fondo del valle, y olivos y encinas principalmente, en la planicie superior.

## Historia
En crónicas del siglo XII ya se menciona Yélamos de Suso, por lo que, aunque es posible que hubiese asentamientos humanos anteriores a la invasión árabe, no es descabellado situar la fundación del pueblo actual a finales del siglo XI o principios del XII en el contexto del proceso de repoblación posterior a la reconquista del territorio, teniendo en cuenta que toda la zona se documenta como reconquistada por Alfonso VI en 1085 o fecha inmediatamente anterior. 
El 18 de agosto de 1430 pasa a manos de Íñigo López de Mendoza el célebre poeta por orden del rey Juan II, como agradecimiento por los servicios prestados por el Marqués de Santillana. Al morir el marqués en el año 1458, le sucedó en el señorío su quinto hijo el cardenal Mendoza. 
No obstante, ya en el siglo XVI aparece como propietario de esas tierras el titular de la Corona de Castilla como puede verse en las Relaciones topográficas de Felipe II en las entradas referentes a Yélamos de Yuso o San Andrés, por lo que es lógico deducir que Yélamos de Arriba (entonces, de Suso), pasase a manos reales al tiempo que las localidades vecinas.
Si bien no tiene una entrada propia en las Relaciones topográficas de Felipe II, sí aparece mencionado en la entrada de Yélamos de Yuso:

1. Que este lugar se llama Yélamos de Yuso, á diferencia de otro pueblo que está más arriba en esta vega, que se llama Yélamos de arriba, no se halla haber sido nombrado de otro nombre, ignorando el por qué lo llaman así.

51. En este pueblo hay una ermita de Sr. S. Sebastián, susténtala el Concejo de limosna: no tiene renta: hay una ermita junto al pueblo hacia el Saliente junto al camino que va para Yélamos de suso, es su advocacion N.ª Sra. de la Concepcion, tiene diez mil maravedís dados á censo y á reparo de la casa.

54. Hay un hospital que tiene dos camas para los pobres pasageros y peregrinos, susténtase de limosna, es patron el Concejo. Está la villa de Yélamos de Suso cuarto de legua de este pueblo, es de D. Gomez de Ciudad Real, y de Mendoza, tiene ciento veinte vecinos, son las alcabalas de S. M. y tiene tres montes de carrasca. Está la villa de Retuerta hasta media legua de este pueblo, al cierzo, tendrá cuarenta vecinos, es del Conde Nebito, tiene el Sr. las tercias y alcabalas. Está la Villa de Valconete media legua de este pueblo al regañon, es del Marqués de Montes-claros, tiene ciento y sesenta vecinos, son las tercias y alcabalas del Marqués. Ay un Cavildo de S. Bernabé en este pueblo de Yélamos de suso que tiene sesenta y cinco cofrades, tiene de renta hasta ocho mil maravedís, gástanlos en comer el dia de San Bernabé.

A mediados del siglo XIX, el lugar contaba con una población censada de 390 habitantes. La localidad aparece descrita en el decimosexto volumen del Diccionario geográfico-estadístico-histórico de España y sus posesiones de Ultramar de Pascual Madoz de la siguiente manera:

YELAMOS DE ARRIBA: v. con ayunt. en la prov. de Guadalajara (5 leg.). part. jud. de Brihuega (2), aud. terr. de Madrid (15) c. g. de Castilla la Nueva, dióc. de Toledo (27). sit. al estremo de dos barrancos, resguardada de los vientos; tiene 112 casas; la consistorial; cárcel; escuela de instruccion primaria á cargo de un maestro dotado con 1,100 reales; una fuente de abundantes y buenas aguas con tres caños y un pilon; una igl. parr. (San Juan Bautista) matriz de la de Yelamos de Abajo: confina el térm. con los del Olivar, Yelamos de Abajo, San Andrés del Rey y Berninches; dentro de él se encuentra una ermita (san Roque): el terreno, bañado por un arroyo, es de buena calidad; comprende un monte de roble. caminos: los locales y la carretera que conduce á Trillo. correo: se recibe y despacha en Budia. prod.: cereales, legumbres, vino, aceite, alguna fruta, leñas de combustible y carboneo, y yerbas de pasto, con las que se mantiene ganado lanar, cabrio, mular y asnal; abunda la caza de conejos, liebres y perdices. ind.: la agrícola, un molino harinero y otro aceitero. comercio. esportacion del sobrante de frutos y ganado, e importacion de los art. que faltan. pobl.: 104 vec., 390 almas. cap. prod.: 1.591,670 rs. imp.: 143,250. contr.: 10,207.
(Madoz, 1850, p. 432)

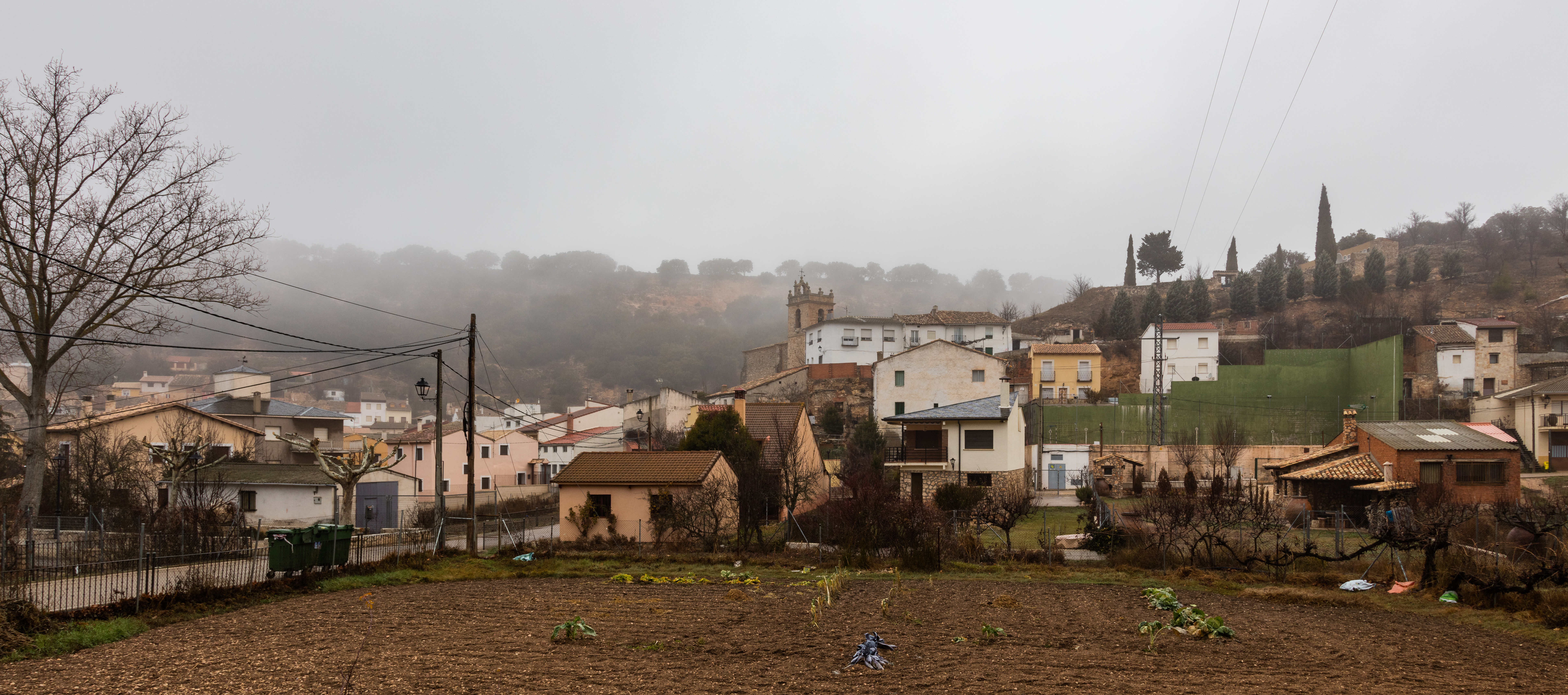
Vista del municipio en el

El atraso tecnológico en la zona se pone de manifiesto por el hecho de que hasta mediados de los años 1980 no había repetidor de televisión, por lo que la recepción de la señal era de muy mala calidad y solo cuando la climatología lo permitía, o bien la circunstancia de que hasta esas fechas solo hubiese en la localidad una línea de teléfono, conectada a una centralita manual en Budia dotada de una operadora humana que realizaba el marcado. Igualmente fue a mediados de los años 1980 cuando se pasó de 125 V a 220 V. Al tiempo, era común ver la tracción animal como medio más normal de locomoción.

## Demografía
Yélamos de Arriba cuenta con una población de 89 habitantes (INE 2024).
| Gráfica de evolución demográfica de Yélamos de Arriba entre 1842 y 2021                                             |
| |
| Población de derecho según los censos de población del INE Población de hecho según los censos de población del INE |

## Patrimonio
Hasta la década de 1950 Yélamos de Arriba mantuvo un estilo bastante homogéneo en la arquitectura que le confería un carácter propio de los pueblos de la Alcarria. No obstante, desde mediados del siglo XX y acentuándose dramáticamente a partir de 2000, se realizaron numerosas intervenciones urbanísticas en forma de chalets o casas más modernas que sustituyeron a viviendas tradicionales del núcleo o a pequeños huertos que rodeaban la localidad, además de otras obras públicas que en ciertos aspectos dieron al pueblo una apariencia más similar a una colonia de viviendas unifamiliares del extrarradio de cualquier gran ciudad. No obstante, aún pueden observarse algunos ejemplos arquitectónicos originales.

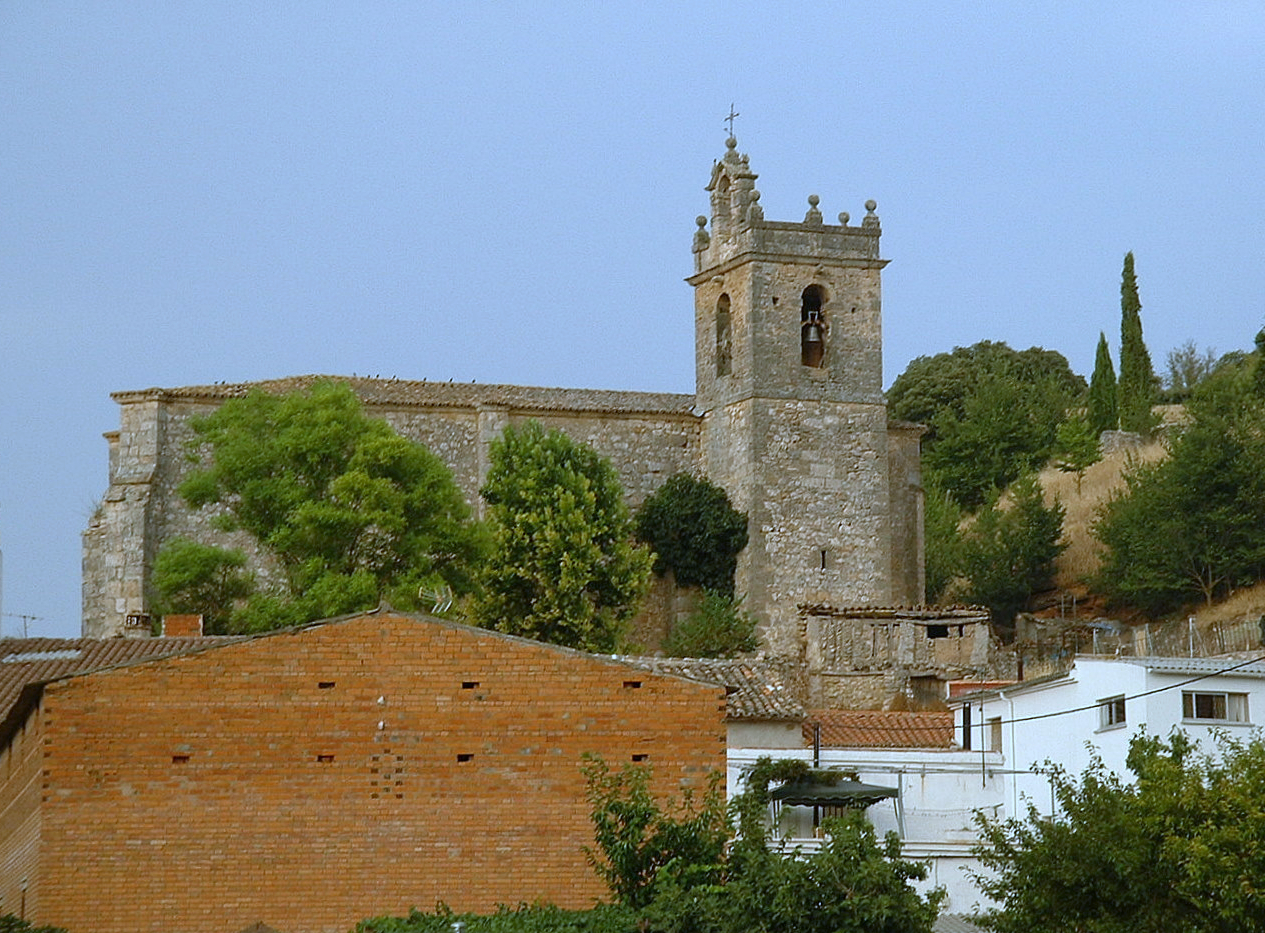
Iglesia de Yélamos de Arriba

Es reseñable la sobria iglesia probablemente del siglo XVI o XVII y seguramente edificada sobre los restos de un templo anterior, dada la idoneidad de su ubicación. Se encuentra bajo la advocación de Nuestra Señora de la Zarza. Es un pequeño templo de una única nave rectangular y ábside orientado a oriente, con una torre en la parte sur y una pequeña sacristía adosada al norte. La austeridad en los adornos hace difícil la datación por medio del estilo arquitectónico. A principios del siglo XXI se realizó un trabajo de restauración.
Asimismo, pueden encontrarse a las afueras de la localidad las ermitas consagradas a San Roque y Santa Ana. En el pueblo pueden contemplarse también algunas casas de los siglos XVIII y XIX de cierto interés histórico.

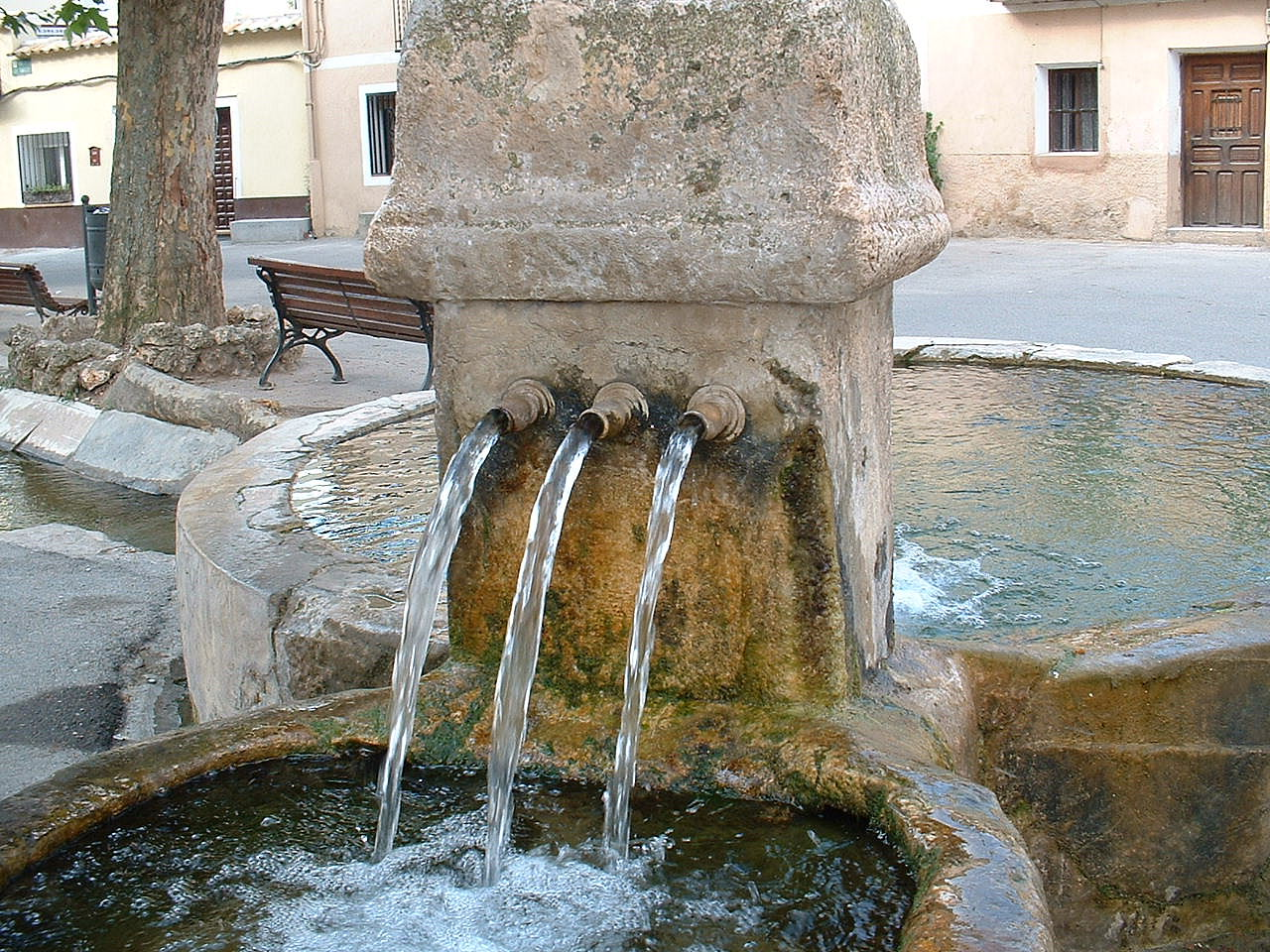
Fuente de la plaza

La fuente de la plaza data de 1928 y consta de seis caños con un caudal aproximado de 5 litros por segundo tanto en invierno como en verano. Otras de interés son la llamada "de la Señora", construida sobre un manantial en 1982 y la de nueva construcción (2002) "Fuente nueva", que canaliza las aguas del manantial "fuente del Sauco".

## Economía
Toda la zona de La Alcarria ha sido un área tradicionalmente deprimida en términos económicos. La dureza del clima (un altiplano a unos 1000 metros sobre el nivel del mar), donde los ríos transcurren en valles labrados bajo ese nivel, con dificultades de regadío y suelos pobres, hizo que la prosperidad económica basada en la agricultura fuese complicada. Hasta mediados del siglo XX el cultivo predominante fue la vid como queda de manifiesto en las numerosas bodegas excavadas en las paredes rocosas del valle, si bien las mejoras en las técnicas agrícolas y la aparición de maquinaria pesada permitió sustituir la vid por el cultivo extensivo de cereal, que en la actualidad conforma la actividad agrícola predominante. Las explotaciones hortofrutícolas también tienen una relativa relevancia en la economía del lugar. Antiguamente era común la explotación particular o minoritaria de ganado porcino o aviar, si bien esta actividad ha desaparecido por completo tanto en Yélamos de Arriba como en los municipios circundantes. La ganadería, antes ampliamente representada por numerosos rebaños de ovino queda hoy de forma meramente testimonial, siendo una actividad que va desapareciendo paulatinamente.
No obstante, la mejora de las vías de comunicación ha permitido que gran parte de la masa laboral de la zona se traslade a vivir a núcleos como Guadalajara, relativamente cercanos y mejor dotados de infraestructuras, provocando una caída drástica en las infraestructuras locales. De este modo, tanto de Yélamos de Arriba como de otros muchos pueblos de la zona han desaparecido la escuela, panadería, carnicería y otros establecimientos al por menor, quedando el sector servicios reducido a algún bar y las casas rurales que han surgido en la década de 1990, con un moderado o escaso impacto en la economía local. La antaño numerosa venta ambulante, que llevaba a los pueblos numerosos productos de primera necesidad, desde pan hasta gas butano, ha quedado muy reducida en la actualidad, lo que fuerza a que los habitantes de estas localidades se vean obligados a desplazarse distancias medianamente largas para adquirir productos básicos, lo cual mina el desarrollo demográfico de toda la comarca.